# Emma Roche
Emma Roche, née le 9 janvier 1976 est une actrice australienne, connue pour le rôle de Danielle Miller dans Hartley, cœurs à vif.

## Carrière
Elle commence le mannequinat à l'âge de quatre ans et apparaît dans plusieurs publicités. Son premier rôle important en tant qu'actrice est celui de Danielle dans la série Hartley, cœurs à vif. Après avoir quitté la série, elle travaille à Londres et joue dans plusieurs pièces de théâtre. Elle fait également une apparition dans un épisode de Wildside en 1997.
En 1999, alors qu'elle est choisie pour interpréter le personnage de Stephanie Scully dans la série télévisée Neighbours, elle est finalement remplacée par Carla Bonner avant que ses scènes ne soient diffusées à la télévision.
Plus tard, Emma Roche servira toutefois de doublure pour Carla Bonner dans une scène à moto.
Par la suite, elle décide de mettre un terme à sa carrière d'actrice et retourner à une vie plus tranquille loin des projecteurs et au métier qu'elle exerçait plus jeune, à savoir assistante dentaire. Elle donnera aussi quelques cours de théâtres dans les écoles.

## Filmographie

### Séries télévisées
- 1994 - 1996 : Hartley, cœurs à vif (Heartbreak High) : Danielle Miller (91 épisodes)
- 1998 : Wildside : Catherine Moran
- 1999 : Neighbours : Stephanie Scully (non crédité)